# Montreuil, Eure-et-Loir

Montreuil este o comună în departamentul Eure-et-Loir, Franța. În 1 ianuarie 2022 avea o populație de 530 de locuitori.